# Numer geograficzny
Numer geograficzny – numer istniejący w krajowym planie numeracji, w którym część jego struktury cyfrowej zawiera informację o znaczeniu geograficznym wykorzystywaną do przekierowywania wywołań tam, gdzie fizycznie mieści się punkt zakończenia sieci.
Według polskiego prawa telekomunikacyjnego numer telefoniczny ustalony w planie numeracji krajowej, w którym początkowa część ciągu cyfr zawiera wskaźnik obszaru geograficznego (numer kierunkowy), wykorzystywany do kierowania połączeń do stałej lokalizacji zakończenia sieci (w sieci stacjonarnej).